# Иври Лидер
Иври Лидер (иврит: עברי לידר, роден на 10 февруари 1974 г.) е известен израелски певец и композитор, спечелил наградата „Певец на годината“ на основните национални и регионални радиостанции в Израел. Албумите му са продадени в над 160 000 копия.

## Биография
Иври започва музикалната си кариера още като ученик в гимназията, като се присъединява към група, наречена „Kach Ossot Kullan“ (Così fan tutte на иврит), свирили и в легендарния клуб „Roxanne“ в Тел Авив.
Иври Лидер композира музика за спектаклите „Kisses“ и „October“ на музикалния ансамбъл на Atan Danieli, след което получава покана от Ohad Naharin да композира музиката за „Kaamos“, спектакъл, който Нахарин хореографира за прочутата холандска танцувална група „DNT“. Впоследствие Иври композира музиката за „Z/NA“ за Batsheva Dance Company – считано за едно от неговите най-големи постижения в композирането на музика за танцувални групи.

## Кариера
Междувременно, Иври подписва договор с Helicon Records и започва да работи над първия си албум. Дебютният му албум Melatef Umeshaker (Caressing And Lying), продуциран от Yo'ad Nevo, излиза през 1997 г. Синглите „Leonardo“ и „Tamid Ahava“ („Always Love“) стават веднага радио хитове, а албумът става платинен в Израел.
Вторият албум на Иври, Yoter Tov Klum Mi Kima'at (Better Nothing Than Almost), излиза две години по-късно. Също както и първия, този албум е написан отново изцяло от Иври, като парчетата „Hultzat Passim“ („Striped Shirt“), „Hakos Ha'kchula“ („The Blue Glass“) и заглавното парче „Yoter Tov Clum“ стават огромни хитове. Също и този албум става платинен.
Поради успехът на първите два албума, Иври се утвърждава като един от важните певци-композитори на младото поколение. С успешните турнета, последвали издаването на всеки един от тези албуми, Иври се превръща в един от най-известните изпълнители в Израел.
През 2001 г. Иври продуцира третия албум на Sharon Haziz, Panassim (Headlights), и написва заглавната песен, която изпълнява заедно с Шарон Хазиз.
През януари 2002 г. излиза третият албум на Иври Лидер, Ha'anashim Ha'khadashim (The New People), който се характеризира с едно отлично замислено електронно звучене. Много от парчетата от албума, като „Batei Kaffe“ и „Al Kav Hamayim“ („On The Water Line“), стават огромни хитове, като албумът става златен и бива продаден в над 30 000 копия.
В същия този период Иври взема едно от най-важните решения в живота си и решава да бъде откровен относно сексуалността си. В едно интервю за ежедневника Maariv разкрива, че е гей.
Същата тази година, Иври работи съвместно с Идан Райхел, който свири на клавишните инструменти в групата на Иври. Иври продуцира и прави аранжимента на песента „Bo'i“ (Come), която е изпълнена от самия него. Тази нова интерпретация става едно от най-популярните за 2003 година парчета по всички радиостанции.
През февруари 2005 година излиза албумът Ze Lo Otto Davar (It's Not The Same), който веднага става хит. В този албум Иври решава да използва единствено компютър като звукозаписно устройство и успява да създаде едно ново и напълно различно звучене. Струнните инструменти, които се чуват в целия албум, се изпълняват от оркестър от 40 души. Като резултат, първият издаден сингъл, „Zachiti Le'ehov“ („I Was Blessed To Have Loved“), става хит само след една вечер. Следващите хитове от албума са „Nissim“, „Lehavin Et Hamayim“ („Understanding The Water“) и заглавната песен на албума, който става златен за по-малко от месец.
През октомври 2005 г. Иври печели наградата „Певец на годината“ от всички основни местни радиостанции.
Иври работи и върху саундтрака на филма на Ейтан Фокс „Мехурчето“ (הבועה), в който той също участва с интерпретация на класическото парче на Джордж Гершуин „The Man I Love“. Филмът излиза в кината през юли 2006 г.
От 2013 до 2018 г. е ментор в музикалното реалити „Гласът на Израел“.